# Herdmania colona
Herdmania colona är en sjöpungsart som beskrevs av Monniot, F. 2003. Herdmania colona ingår i släktet Herdmania och familjen lädermantlade sjöpungar. Inga underarter finns listade i Catalogue of Life.